# Haubstadt
La ville de Haubstadt est située dans le comté de Gibson, dans l’État de l’Indiana. Sa population s’élevait à 1 577 habitants lors du recensement de 2010, estimée à 1 685 habitants en 2016. C’est la quatrième localité la plus peuplée du comté.

## Source
- (en) Cet article est partiellement ou en totalité issu de l’article de Wikipédia en anglais intitulé « Haubstadt, Indiana » (voir la liste des auteurs).